# Robert Hines (Astronaut)
Robert Thomas Hines, Jr. (* 11. Januar 1975 in Fayetteville, North Carolina) ist ein US-amerikanischer Pilot und NASA-Astronaut.

## Jugend und Ausbildung
Robert „Farmer“ Hines ist der Sohn von Lynne und Robert Hines Sr. Als seine Familie nach Mountain Top, Pennsylvania gezogen war, besuchte er die Crestwood High School. 1989 besuchte er als 14-Jähriger das Space Camp. 1997 schloss er sein Studium in Luft- und Raumfahrttechnik an der Boston University mit dem Bachelor of Science ab.

## Luftwaffe

### Pilotenausbildung
Nach dem Studium schlug Robert Hines eine Offizierslaufbahn ein und wurde nach dem Absolvieren der „Air Force Officer Training School“ 1999 als „Second Lieutenant“ in den Dienst der US-amerikanischen Luftwaffe gestellt. Seine Ausbildung als Pilot bestand zunächst aus einem Grundlagentraining mit anschließendem Specialized Undergraduate Pilot Training an der Columbus Air Force Base. Nach einer Weiterbildung war er als Fluglehrer auf der T-37 Tweet tätig.

### Kampfeinsätze
An der Seymour Johnson Air Force Base wurde er zum Piloten für die F-15E Strike Eagle ausgebildet. Danach war er auf der RAF Lakenheath in Großbritannien stationiert. Dort flog als F-15 Pilot NATO-Missionen in Europa; bei den Militäroperationen Operation Enduring Freedom und Iraqi Freedom flog Hines Einsätze auch im Nahen Osten und in Afrika.

### Testpilot
2008 besuchte Hines die US Air Force Test Pilot School, wo er einen Master of Science in Flight Test Engineering erwarb. Sein erster Einsatz als Testpilot war auf der Eglin Air Force Base, wo er die F-15C Eagle und die F-15E Strike Eagle testete und als U-28-Pilot eingesetzt wurde. 2010 erwarb Hines seinen Master of Science in Luft- und Raumfahrttechnik an der University of Alabama. Hines trat 2011 der Air Force Reserve der NAS JRB Fort Worth bei, wo er als Geschwaderoffizier tätig war, sowie als erneut als Testpilot des F-15E-Programms auf der Eglin Air Force Base beim 84. Geschwader. Im Laufe seiner Karriere hat er 76 Kampfeinsätze geflogen und verfügt über mehr als 4000 Flugstunden in 50 Flugzeugtypen. Seine Versetzung zurück in die reguläre Air Force als Oberstleutnant wurde im Februar 2019 vom US-Senat genehmigt.

## NASA

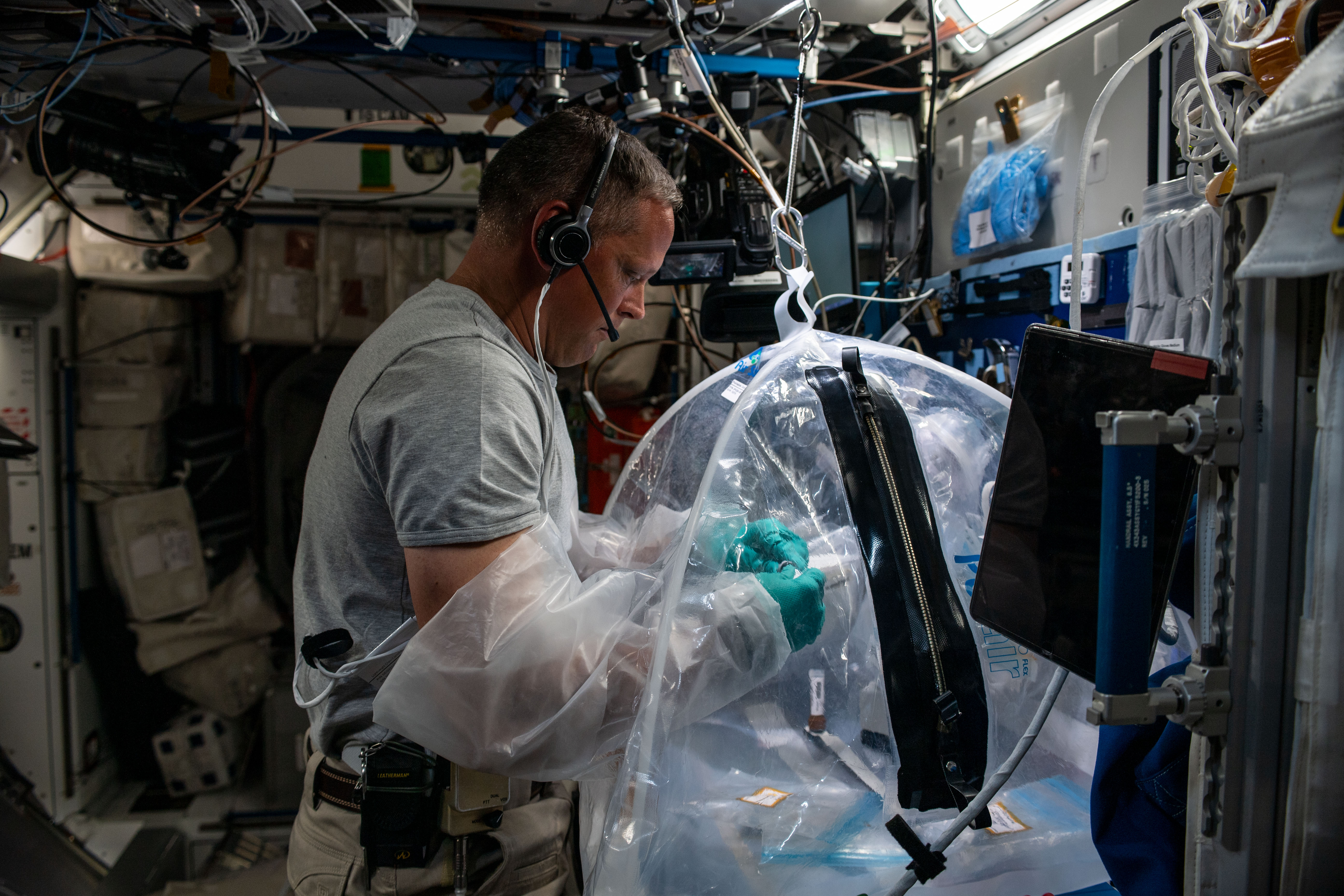
Robert Hines untersucht biologische Proben auf der Internationalen Raumstation (ISS) während der Expedition 67. Aufgenommen am 4. Mai 2022.

Vor seiner Auswahl als Astronaut diente Hines als Testpilot im Johnson Space Center der NASA sowie für die Federal Aviation Administration. 2017 wurde er als Mitglied der NASA Astronaut Group 22 ausgewählt und begann seine zweijährige Ausbildung. Zum Zeitpunkt seiner Auswahl war Hines Forschungspilot für die Aircraft Operations Division des Flight Operations Directorate der NASA
Im Februar 2021 wurde Hines als Pilot der SpaceX Crew-4 zugewiesen. Gleichzeitig wurde Kjell N. Lindgren zum Kommandanten ernannt. Daneben werden sie von den Missionsspezialisten Samantha Cristoforetti von der ESA und Jessica Watkins von der NASA begleitet. Die Mission startete am 27. April 2022 und dockte am Tag darauf an. Am 14. Oktober 2022 endete die Mission mit der erfolgreichen Rückkehr der Dragon-Raumfähre "Freedom".

## Privat
Hines und seine Frau Kelli haben drei Kinder. 
Hines hält eine Amateurfunklizenz der US-amerikanischen Klasse “Technican” mit dem Rufzeichen KI5RQT.

## Auszeichnungen und Ehrungen
Während seiner Karriere bei der Air Force erhielt Hines mehrere Auszeichnungen, darunter die Air Medal, die Aerial Achievement Medal, die Iraq Campaign Medal, die Afghanistan Campaign Medal und die Nuclear Deterrence Operations Service Medal. Er erhielt den US Air Force Bobby Bond Memorial Aviator Award und den NASA Stuart Present Flight Achievement Award. Er ist Mitglied der Society of Experimental Test Pilots und des American Institute of Aeronautics and Astronautics.